# Italiani, brava gente (film 1964)
Italiani, brava gente è un film di guerra del 1964 diretto da Giuseppe De Santis, ambientato durante la campagna italiana di Russia.

## Trama
Seconda guerra mondiale, luglio 1941, un reggimento italiano comandato dal colonnello Sermonti viene inviato in Unione Sovietica, inquadrato nel CSIR in appoggio alle forze tedesche durante l'attacco sul fronte orientale. L'entusiasmo e l'allegria dei soldati italiani si scontreranno ben presto con una realtà molto diversa da quella sperata: gli enormi spazi, le difficili condizioni climatiche, l'ostilità della popolazione, i maltrattamenti inflitti dai tedeschi ai prigionieri, l'asprezza dei primi combattimenti, la tattica della terra bruciata, i difficili rapporti con l'alleato ed il blocco dell'offensiva di fronte a Mosca inizieranno a minarne lentamente lo spirito.
Il morale delle truppe crollerà definitivamente dopo che, l'anno successivo, il CSIR - diventato parte dell'8ª Armata italiana - viene inviato in appoggio alle forze tedesche del Gruppo d'armate B e del Gruppo d'armate Don, durante la seconda offensiva estiva, allorquando i sovietici sferrano la controffensiva, costringendo il contingente italiano dapprima a schierarsi sulla difensiva sulla sponda del Don e successivamente alla ritirata.
La voce narrante del colonnello e di Giuseppe Sanna, un muratore idealista di Cerignola (FG), accompagnano le vicende di un gruppo di militari: Loris, un contadino romagnolo che, a causa della sua ingenuità, sarà il primo a morire, seguendo una ragazza russa in un campo di girasoli; Collodi, un tipografo toscano che troverà la morte a causa del gesto sconsiderato di un commilitone; Calò, un siciliano che, insieme al colonnello, sarà fatto prigioniero dai sovietici; il maggiore Ferri, un fascista imboscato e falso mutilato che sarà ucciso dagli stessi soldati italiani durante la ritirata ed infine Libero, un idraulico romano, che, dopo la morte di Giuseppe, abbandonerà la colonna, tentando di tornare indietro da solo, morendo di stenti nella tormenta.